# ФК Сегеста
ХНК Сегеста је хрватски фудбалски клуб из Сиска. Тренутно се такмичи у Другој лиги Хрватске.
Сегеста је најстарији фудбалски клуб у Хрватској који још увек делује.

## Историја
Први историјски документи о почецима играња фудбала на подручју Хрватске указују на Енглезе који су у Жупањи око 1880. градили фабрику танина, и који су у слободно време почели играти ову игру. Још раније, 1873, у Ријеци су га играли енглески техничари и мађарски жељезничари. 5. јуна 1893. Хрватски Сокол упућује позив свима који желе учити играти football, да се јаве у друштво. Након што је врло брзо овај спорт ушао у многе школе, већ првих година 20. века почињу ницати многи фудбалски клубови. Тако су 1901. основани клубови у Осијеку и Вуковару, а фудбалску секцију има и атлетски клуб суботичких Буњеваца. У Загребу се 1903. оснива »Први ногометни и шпортски клуб Загреб« и »Академски шпорт клуб« (каснији ХАШК), у Карловцу делују »Тренк« и »Панонија«, у Сплиту »Шатор«, а у Самобору »Шишмиш.« Ипак, ниједан од ових клубова није до данас одржао непрекидно деловање.

### Фудбал у Сиску
У Сиску такође постоје докази о врло раном почетку играња фудбала, нрочити по школама. Први пропагатор фудбала у граду био је Фердо Хефеле (1846—1909), који у своме путопису Пут на исток до Цариграда (1890) описује како је научио играти фудбал у Загребу. Хефеле је 40 година радио у Сиску као учитељ, те је био први и дугогодишњи учитељ фискултуре у Вишој пучкој школи и Шегртској школи. Касније су и у тим школама (1909) основани фудбалски клубови (Кроација и Хрват). Други пропагатор фудбала у Сиску био је учитељ гимнастике Стјепан Себастијан, родом из Сења, који је био ученик Фрање Бучара пионира овог спорта у Хрватској.

### Оснивање клуба
У Сиску, који је тада имао 7.100 становника, 1906. основан Феријални шпортски клуб „Сегеста“. Групу ученика и студената који су основали клуб предводио је тринаестогодишњи ученик Иво Стипчић, којем су због доброг успеха у школи рођаци купили нову, кожну фудбалску лопту.
Крајем јун или почетком јула 1906. годиње Стипчић и двадесетак његових пријатеља окупили су се у гостионици коју је држала Стипчићева тетка Ивана Шешека (данашња ул. Ивана Кукуљевића-Сакцинског 4), и основали клуб. Оснивачи су се договорили да први председник клуба буде власник лопте, то јест Иво Стипчић, а за име клуба изабрано је »Сегеста«, према имену старог келтско-илирског насеља на подручју Сиска - Сегестица. Будући да су чланови клуба били углавном ученици и студенти који су у Сиску боравили само у време школских празника (ферија), назван је »Феријалним шпортским клубом.«
Премда о самом оснивању нема сачуваних докумената, постоје бројна сведочанства учесника тога скупа, а од 1909. године сачувана су и први новински извештаји о утакмицама. Те је године 15. августа у Сиску одржана утакмица са загребачком Конкордијом (према Новом Сисачком Гласу). У недељнику Сисак из 1912. године налази се попис сисачких фудбалскихх клубова, а за Сегесту се каже да постоји само преко ферија, а следеће године недељник Посавац каже за Сегесту да је „први клуб у Сиску“ и „да је ишао донекле напред и држао се на површини.“ Загребачки лист Шпорт из 1919. године помиње Сегесту као „Први сисачки клуб Феријални шпортски клуб „Сегеста“.“
Хрватске новине из 1927. године (бр. 21 од 21. маја) доносе и опис оснивања клуба, набраја и његове одниваче из 1906. године, а исти лист у јуну 1931, поводом 25. годишњице клуба доноси следећи текст:
»Био је то изразито ђачки клуб, па се активност одвијала углавном за школских ферија. Тада се сваки дан ишло на тренинг кроз град у дресовима а играчи су носили са собом голштанге и осталу опрему јер се није знало на којој ће ливади моћи тренирати и играти, јер су их власници немилице тјерали...«

### После Другог светског рата
Сегеста у раздобљу после Другог светског рата игра у систему такмичења Фудбалског савеза Југославије. Најчешће је била у Другој лиги тога система. Године 1986. је обележена 80. годишњива деловања клуба, као најстаријег клуба на простору Југославије.
Поводом обиљежавања 100. годишњице клуба одржана је 30. августа 2006. године утакмица с Репрезентацијом Хрватске, на препуном Градском стадиону у Сиску. Сегеста је изгубила 2:6.
У периоду после распада Југославије Сегеста је играла у Првој лиги Хрватске 5 сезона а остало време је провела у Другој лиги Хрватске изузевс сезоне 2006/07 када је играла у Трећој лиги.
Сегеста је 1996. године играла и у европким фудбалским такмичењима. Играла је у Интертото купу 1996. када је стигла до финала у којем је изгубила од данског ФК Силкеборга иако је резултат после две утакмице био 2:2, јер је противник дао гол више у на гостовању у Сиску.

## Биланс Сегесте на вечној табели клубова уПЛХ
(од оснивања 1991/92)
| Плас. | Тим            | Број сезона | ИГ  | Д  | Н  | ИЗ | ГД  | ГП  | ГР | Бод |
| ----- | -------------- | ----------- | --- | -- | -- | -- | --- | --- | -- | --- |
| 15.   | Сегеста, Сисак | 5           | 160 | 55 | 42 | 63 | 197 | 206 | -9 | 207 |

## Сегеста у европским такмичењима
| Сезона | Такмичење     | Ранг       | Земља      | Клуб            | Резултат |
| ------ | ------------- | ---------- | ---------- | --------------- | -------- |
| 1996   | Интертото куп | Група      | Шведска    | Ергрите         | 1-1      |
|        |               | Група      | Израел     | Хапоел Тел Авив | 3-1      |
|        |               | Група      | Француска  | Стад Рен        | 2-1      |
|        |               | Група      | Швајцарска | Луцерн          | 1-0      |
|        |               | полуфинале | Шведска    | Еребро          | 4-0, 1-4 |
|        |               | Финале     | Данска     | Силкеборг       | 1-2, 1-0 |

## Познати играчи и тренери
- Марко Млинарић
- Томислав Пиплица
- Младен Муњаковић
- Младен Бартоловић
- Силвио Марић
- Златко Крањчар
- Бранко Иванковић
- Миливој Брачун
- Срећко Богдан
- Ивица Видовић
- Фуад Шашиваревић
- Владимир Петровић
- Хари Вукас
- Ален Петернац
- Анто Петровић